# تامي غراهام
تامي غراهام (بالإنجليزية: Tammy Graham)‏ هي عازفة بيانو وكاتبة غنائية ومغنية أمريكية، ولدت في 7 فبراير 1968.